# Stefan Carlsson
Stefan Lennart Carlsson, född 22 april 1954 i Lena församling i Uppland, är en svensk ämbetsman. 
Carlsson är utbildad ekonom och statsvetare. Tidigare har han arbetat som regiondirektör i Region Skåne och landstingsdirektör i Jämtlands län. Han var verkställande direktör för Apoteket 1999–2010.
I december 2011 utsågs Carlsson av regeringen till landshövding i Kalmar län och han tillträdde tjänsten den 20 februari 2012. Han sjukskrevs i juni 2016. I juli samma år kom regeringen överens med Carlsson om att avsluta hans förordnande som landshövding.